# 축소구간정리

축소하는 닫힌구간들의 열

수학에서 축소구간열(縮小區間列, sequence of nested intervals)은 각 구간이 바로 앞 구간의 부분 집합인 구간들의 열이다. 축소구간정리(縮小區間定理, 영어: nested intervals theorem)에 따르면, 닫힌구간으로 구성된 축소구간열은 적어도 하나의 공통 원소를 갖는다.

## 정의

### 축소구간열
축소구간열은 임의의 자연수 {\displaystyle n\in \mathbb {N} }에 대하여 {\displaystyle I_{n}\supseteq I_{n+1}}을 만족시키는 구간열 {\displaystyle (I_{n})_{n\in \mathbb {N} }}이다.
축소구간열 {\displaystyle (I_{n})_{n\in \mathbb {N} }}의 각 항 {\displaystyle I_{n}}의 양쪽 끝점을 {\displaystyle a_{n},b_{n}\in \mathbb {R} }이라고 하자. 그렇다면 자명하게, 임의의 자연수 {\displaystyle n\in \mathbb {N} }에 대하여, 다음 성질들이 성립한다.
- {\displaystyle |I_{n}|\geq |I_{n+1}|} (여기서 {\displaystyle |I_{n}|=b_{n}-a_{n}}은 구간의 길이이다.)
- {\displaystyle a_{n}\leq a_{n+1}\leq b_{n+1}\leq b_{n}}
- {\displaystyle {\begin{cases}a_{n}\notin I_{n}\\a_{n+1}\in I_{n+1}\end{cases}}\implies a_{n}<a_{n+1}}
- {\displaystyle {\begin{cases}b_{n}\notin I_{n}\\b_{n+1}\in I_{n+1}\end{cases}}\implies b_{n+1}<b_{n}}

### 축소구간정리
구간열 {\displaystyle (I_{n})_{n\in \mathbb {N} }}이 다음 조건들을 만족한다고 하자.
- 모두 닫힌구간이다. 즉, 임의의 자연수 {\displaystyle n\in \mathbb {N} }에 대하여, {\displaystyle I_{n}=\operatorname {cl} I_{n}}이다.
- 축소구간열이다. 즉, 임의의 자연수 {\displaystyle n\in \mathbb {N} }에 대하여, {\displaystyle I_{n}\supseteq I_{n+1}}이다.

축소구간정리에 따르면, 이 구간열의 교집합은 공집합이 아닌 (퇴화 또는 비퇴화) 닫힌구간이다. 즉,
{\displaystyle \bigcap _{n\in \mathbb {N} }I_{n}=[a,b]}
이게 되는 두 실수 {\displaystyle a\leq b}가 존재한다.
특히, {\displaystyle (I_{n})_{n\in \mathbb {N} }}이 다음과 같은 조건을 추가로 만족한다고 하자.
- {\displaystyle \lim _{n\to \infty }|I_{n}|=0} 즉, 구간의 길이가 0으로 수렴한다.

그렇다면, {\displaystyle a=b}이며, 교집합은 한원소 집합이다.
{\displaystyle \bigcap _{n\in \mathbb {N} }I_{n}=\{a=b\}}
축소구간정리는 코시 성질과 동치이다. 즉, 아르키메데스 성질을 덧붙이면 실수의 완비성을 나타내는 여러 공리들과 동치가 된다. 문헌에 따라서는 세 번째 조건이 빠진 서술을 뜻하기도 하는데, 이 또한 더 강한 조건의 축소구간정리와 동치이다.

## 예와 반례
다음 구간열들은 축소구간정리의 전제 조건을 만족하며, 따라서 교집합이 (퇴화 또는 비퇴화) 닫힌구간이다.
- {\displaystyle \bigcap _{n\in \mathbb {N} }\left[1-{\frac {1}{n}},2+{\frac {1}{n}}\right]=[1,2]}
- {\displaystyle \bigcap _{n\in \mathbb {N} }\left[1-{\frac {1}{n}},1+{\frac {1}{n}}\right]=\{1\}}

일반적인 축소구간열의 교집합은 공집합이 아닌 (퇴화 또는 비퇴화) 닫힌구간일 필요가 없다. 즉, 열린구간이나 공집합 등일 수 있다.
- {\displaystyle \bigcap _{n\in \mathbb {N} }\left(0,{\frac {1}{n}}\right)=\bigcap _{n\in \mathbb {N} }\left(0,{\frac {1}{n}}\right]=\varnothing }
- {\displaystyle \bigcap _{n\in \mathbb {N} }(0,1)=(0,1)}

## 다른 전제 조건
축소구간열의 "닫힌구간" 전제 조건은 다음과 같은 조건으로 바꿀 수 있다.
축소구간열 {\displaystyle (I_{n})_{n\in \mathbb {N} }}이 만약 조건
- 임의의 자연수 {\displaystyle n\in \mathbb {N} }에 대하여, {\displaystyle a_{n}<a_{n+1}<b_{n+1}<b_{n}}이다.

를 만족시킨다면, 교집합은 역시 공집합이 아닌 (퇴화 또는 비퇴화) 닫힌구간이다. 이는
{\displaystyle \bigcap _{n\in \mathbb {N} }I_{n}=\bigcap _{n\in \mathbb {N} }\operatorname {cl} I_{n}}
이기 때문이다. 여기서 {\displaystyle \operatorname {cl} I_{n}}은 폐포이며, 이들은 닫힌구간으로 구성된 축소 구간열을 이룬다. 예를 들어, 다음과 같다.
- {\displaystyle \bigcap _{n\in \mathbb {N} }\left(-{\frac {1}{n}},{\frac {1}{n}}\right)=\bigcap _{n\in \mathbb {N} }\left[-{\frac {1}{n}},{\frac {1}{n}}\right]=\{0\}}
- {\displaystyle \bigcap _{n\in \mathbb {N} }\left[0,{\frac {1}{n}}\right)=\bigcap _{n\in \mathbb {N} }\left[0,{\frac {1}{n}}\right]=\{0\}} (이는 오른쪽 끝점에만 위 결론을 적용한 경우이다.)

비슷하게, 축소구간열 {\displaystyle (I_{n})_{n\in \mathbb {N} }}이 만약 조건
- 임의의 자연수 {\displaystyle n\in \mathbb {N} }에 대하여, {\displaystyle a_{n}<\sup _{n\in \mathbb {N} }a_{n}\leq \sup _{n\in \mathbb {N} }b_{n}<b_{n}}이다.

를 만족시킨다면, 교집합은 역시 공집합이 아닌 (퇴화 또는 비퇴화) 닫힌구간이다.

## 일반화

### 거리 공간
축소구간정리는 유클리드 공간을 비롯한 거리 공간으로 일반화할 수 있다.
거리 공간 {\displaystyle X}의 부분 집합의 열 {\displaystyle (K_{n})_{n\in \mathbb {N} }}이 다음 조건들을 만족시킨다고 하자.
- 임의의 {\displaystyle n\in \mathbb {N} }에 대하여, {\displaystyle K_{n}}은 공집합이 아닌 콤팩트 집합이다.
- 임의의 {\displaystyle n\in \mathbb {N} }에 대하여, {\displaystyle K_{n}\supseteq K_{n+1}}이다.

그렇다면, 그들의 교집합은 공집합이 아니다. 또한, 추가적으로 다음 조건을 만족시킨다고 하자.
- {\displaystyle \lim _{n\to \infty }\operatorname {diam} K_{n}=0} 즉, 거리 공간의 지름이 0으로 수렴한다.

그렇다면, 그들의 교집합은 한원소 집합이다.

### 위상 공간
위상 공간 속, 공집합이 아닌 콤팩트 닫힌집합의 하강 열의 교집합은 공집합이 아니다.

## 응용
이분법 (수학)

## 같이 보기
- 이등분
- 칸토어 교점 정리